# RepRap Ormerod
RepRap Ormerod là một máy in 3D mô hình hóa lắng đọng nóng chảy nguồn mở và là một phần của dự án RepRap. Các RepRap Ormerod được đặt tên theo nhà côn trùng học người Anh Eleanor Anne Ormerod, nó được thiết kế bởi RepRapPro. Đã có hai phiên bản của Ormerod, Ormerod 1 được phát hành vào tháng 12 năm 2013 và Ormerod 2 phát hành vào tháng 12 năm 2014.
RepRap Ormerod có khối lượng xây dựng 200mm3, sử dụng máy đùn trục vít, nó cũng có thẻ micro SD và kết nối USB và Ethernet cho phép nó được kết nối với mạng. Máy in được ca ngợi vì sự đơn giản của việc xây dựng và chi phí thấp.